# Immert
Immert là một đô thị ở huyện Bernkastel-Wittlich, trong bang Rheinland-Pfalz, Đô thị Immert có diện tích 3,14 km², dân số thời điểm ngày 31 tháng 12 năm 2006 là 171 người.